# Страда Статале Фламинија (Перуђа)
Страда Статале Фламинија је насеље у Италији у округу Перуђа, региону Умбрија.
Према процени из 2011. у насељу је живело 2 становника. Насеље се налази на надморској висини од 446 м.